# Gare de Nexon
Gare de Nexon vasútállomás Franciaországban, Nexon településen.

## Vasútvonalak
Az állomást az alábbi vasútvonalak érintik:
- Limoges-Bénédictins–Périgueux-vasútvonal
- Brive-Nexon-vasútvonal

## Kapcsolódó állomások
A vasútállomáshoz az alábbi állomások vannak a legközelebb:
- Gare de l'Aiguille
- Gare de La Meyze
- Gare de Lafarge